# Macarthur Football Club
Il Macarthur Football Club è una società calcistica australiana con sede nella città di Campbelltown. Dalla stagione 2020-2021 milita nella massima divisione australiana, l'A-League Men.

## Storia
Il 15 maggio 2019 vengono svelati il nome, i colori e lo stemma societari. Il club si sarebbe chiamato Macarthur FC e sarebbe stato soprannominato The Bulls. Durante l'evento venne annunciato il primo allenatore del club, l'australiano Ante Milicic. Il 15 gennaio 2020 venne annunciato il primo acquisto, il centrocampista Thomas Oar. Il 1º ottobre 2022, il club conquista il primo trofeo da quando è stato fondato, conquistando la coppa nazionale contro il Sydney Utd 58, battuto per 2-0 grazie alle reti di Toure e Dávila, finale disputatasi al CommBank Stadium di Sydney.
Nella stagione 2023-2024 ha raggiunto per la prima volta nella sua storia le finali zonali della Coppa dell'AFC.

## Colori e simboli

### Colori
I colori del club sono il nero, l’ocra e il bianco.

### Simboli ufficiali

#### Stemma
Lo stemma del Macarthur FC ha la forma di uno scudo con il bordo nero e ocra, il cui colore fa riferimento alla popolazione aborigena presente nel territorio locale, i Dharawal. All'interno dello stemma è raffigurato un toro, simbolo del territorio in cui venne scoperta in passato una mandria di bovini in fuga.

## Società

### Organigramma societario
Di seguito l'organigramma del Macarthur FC aggiornato al 4 settembre 2020.
- Roy Mammone - Proprietario
- Michael Gerace - Proprietario
- Gino Marra - Presidente

### Sponsor
Di seguito la cronologia degli sponsor tecnici del Macarthur FC.
- 2020-2022 Macron
- 2022- Kelme

## Allenatori e presidenti
Di seguito l'elenco cronologico di allenatori e presidenti del Macarthur.
| Allenatori - 2020-2022 Ante Milicic - 2022-2023 Dwight Yorke - 2023- Mile Sterjovski | Presidenti - 2022- Gino Marra |

## Palmarès

### Competizioni nazionali
- Australia Cup: 2

2022, 2024

## Organico

### Rosa 2024-2025
| N. |                      | Ruolo | Calciatore       |
| -- | -------------------- | ----- | ---------------- |
| 4  | Australia (bandiera) | D     | Matthew Jurman   |
| 6  | Australia (bandiera) | D     | Tumislav Uskok   |
| 7  | Australia (bandiera) | C     | Daniel De Silva  |
| 8  | Australia (bandiera) | C     | Jake Hollman     |
| 9  | Australia (bandiera) | C     | Chris Ikonomidis |
| 11 | Australia (bandiera) | A     | Jed Drew         |
| 12 | Polonia (bandiera)   | P     | Filip Kurto      |
| 13 | Australia (bandiera) | D     | Ivan Vujica      |
| 14 | Australia (bandiera) | C     | Kristian Popovic |
| 15 | Belgio (bandiera)    | D     | Dino Arslanagić  |
| 16 | Australia (bandiera) | D     | Oliver Jones     |
| 17 | Australia (bandiera) | C     | Oliver Randazzo  |
| 18 | Australia (bandiera) | D     | Walter Scott     |

| N. |                          | Ruolo | Calciatore         |
| -- | ------------------------ | ----- | ------------------ |
| 19 | Australia (bandiera)     | A     | Ariath Piol        |
| 20 | Australia (bandiera)     | D     | Kealey Adamson     |
| 21 | Australia (bandiera)     | C     | Bernardo Oliveira  |
| 22 | Australia (bandiera)     | C     | Liam Rose          |
| 23 | Australia (bandiera)     | C     | Frans Deli         |
| 26 | Australia (bandiera)     | C     | Luke Brattan       |
| 27 | Australia (bandiera)     | D     | Joshua Damevski    |
| 28 | Australia (bandiera)     | A     | Harry Sawyer       |
| 30 | Australia (bandiera)     | P     | Alexander Robinson |
| 33 | Australia (bandiera)     | D     | Yianni Nicolaou    |
| 44 | Croazia (bandiera)       | C     | Marin Jakoliš      |
|    | Nuova Zelanda (bandiera) | C     | Clayton Lewis      |
|    | Tunisia (bandiera)       | C     | Saîf-Eddine Khaoui |

### Staff tecnico
Di seguito lo staff tecnico.
- Mile Sterjovski - Allenatore
- Christophe Gamel - Vice allenatore
- Matthew Smith - Vice allenatore
- Glen Moss - Allenatore dei portieri